# Севидов, Аркадий Гаврилович
Аркадий Гаврилович Севидов (род. 8 ноября 1947, село Исетское, Тюменская область) — советский, российский пианист. Народный артист Российской Федерации (1998). Заслуженный артист РСФСР (1986).

## Биография
Родился 8 ноября 1947 года в селе Исетское Тюменской области. С 8 лет учился в музыкальной школе города Ельца.  В Центральной музыкальной школе у Н. А. Любомудровой обучался в 1961—1966 годах. В 1972 году окончил Московскую консерваторию (класс Л. Н. Оборина, ассистенты Б. Я. Землянский и Э. К. Вирсаладзе) и поступил в ассистентуру-стажировку.
В 1969 году завоевал первую премию на Всесоюзном конкурсе и чётвертую награду Конкурса имени Чайковского в 1970 году.
В 1974—1978 годах работал ассистентом на кафедре специального фортепиано Московской консерватории.
С 1974 года начал гастрольную деятельность в качестве солиста Московской филармонии; гастролировал в стране и за рубежом (Болгария, Индия, Греция, Венгрия, Германия, Италия, Куба, Монголия,  Чехословакия, Швейцария, США, Япония).
Пианист И. Жуков писал о нём: 

Прошедшие со времени конкурса годы подтвердили самостоятельность севидовского "лексикона", севидовской интонации, севидовской манеры. Он не даст слушателю остаться равнодушным, потому что определенно знает, чего хочет... в игре Севидова всегда налицо замысел, он порой уже достаточно "своенравен", но во многом хорошо "дисциплинирован".
Репертуар Севидова — Людвиг ван Бетховен, Ф. Лист, Й. Брамс, В. А. Моцарт,  П. И. Чайковский, М. П. Мусоргский, С. С. Прокофьев, Ф. Шопен, Р. Шуман.
Аркадий Севидов осуществил большое количество записей на радио, на фирме «Мелодия» (сольная и камерная музыка), на компакт-диски произведений П. И. Чайковского: «Времена года», «Детский альбом», Большая соната, «Думка», все концерты для фортепиано с оркестром, «Картинки с выставки» М. П. Мусоргского, Первой сонаты и Концерта для фортепиано с оркестром А. Н. Скрябина.
С 1978 года Аркадий Севидов работал в Государственном музыкально-педагогическом институте им. Гнесиных и в Центральной музыкальной школе. С 1999 года Севидов А. Г. — профессор кафедры специального фортепиано Московской консерватории. Под руководством профессора М. С. Воскресенского работает на кафедре специального фортепиано Московской консерватории с 2007 года. На кафедре специального фортепиано Московской консерватории под руководством профессора В. К. Мержанова Аркадий Гаврилович работает с 2012 года. Среди его учеников Николай Кожин, Никита Галактионов, китайский пианист Лу Чао.

## Заслуги
- Народный артист Российской Федерации (1998)
- Заслуженный артист РСФСР (1986)
- Лауреат III Всесоюзного конкурса музыкантов-исполнителей (1969, I премия)
- IV Международного конкурса им. П. И. Чайковского (1970, IV премия)
- Лауреат Премии Фонда Ирины Архиповой (2001)
- Лауреат Премии г. Москвы (2001)